# Japan Gold Disc Award
Japan Gold Disc Award (jap. 日本ゴールドディスク大賞) – uroczystości przyznawania nagród dla najlepszych artystów w japońskim przemyśle muzycznym. Pierwsze Japan Gold Disc Award odbyły się w 1987 roku. Założone w 1986 roku, pierwsza ceremonia wręczenia nagród odbyła się w marcu 1987 roku. Od 2010 roku ceremonia odbywa się w dniu 1 stycznia. Nagrody przyznawane są za działalność artystów w minionym roku (m.in. sprzedaż płyt kompaktowych, kaset, DVD, z wyłączeniem liczby zwrotów ze sprzedaży).

## Nagrody

### Grand Prix Artysta Roku
| Nr | Rok  | Kraj               | Zagranica         | Azja     | Źródło |
| -- | ---- | ------------------ | ----------------- | -------- | ------ |
| 1  | 1987 | Akina Nakamori     | Madonna           | –        | [ 2 ]  |
| 2  | 1988 | Rebecca            | The Beatles       | –        | [ 3 ]  |
| 3  | 1989 | Boøwy              | Bon Jovi          | –        | [ 4 ]  |
| 4  | 1990 | Southern All Stars | Madonna           | –        | [ 5 ]  |
| 5  | 1991 | Yumi Matsutōya     | Madonna           | –        | [ 6 ]  |
| 6  | 1992 | CHAGE and ASKA     | Guns N’ Roses     | –        | [ 7 ]  |
| 7  | 1993 | CHAGE and ASKA     | Madonna           | –        | [ 8 ]  |
| 8  | 1994 | Wands              | The Beatles       | –        | [ 9 ]  |
| 9  | 1995 | trf                | Mariah Carey      | –        | [ 10 ] |
| 10 | 1996 | trf                | Mariah Carey      | –        | [ 11 ] |
| 11 | 1997 | Namie Amuro        | Me & My           | –        | [ 12 ] |
| 12 | 1998 | Glay               | Céline Dion       | –        | [ 13 ] |
| 13 | 1999 | B’z                | Céline Dion       | –        | [ 14 ] |
| 14 | 2000 | Hikaru Utada       | Céline Dion       | –        | [ 15 ] |
| 15 | 2001 | Ayumi Hamasaki     | The Beatles       | –        | [ 16 ] |
| 16 | 2002 | Ayumi Hamasaki     | Backstreet Boys   | –        | [ 17 ] |
| 17 | 2003 | Hikaru Utada       | Avril Lavigne     | –        | [ 18 ] |
| 18 | 2004 | Ayumi Hamasaki     | Twelve Girls Band | –        | [ 19 ] |
| 19 | 2005 | Orange Range       | Queen             | –        | [ 20 ] |
| 20 | 2006 | Kumi Kōda          | O-Zone            | –        | [ 21 ] |
| 21 | 2007 | Kumi Kōda          | Daniel Powter     | –        | [ 22 ] |
| 22 | 2008 | Exile              | Avril Lavigne     | –        | [ 23 ] |
| 23 | 2009 | Exile              | Madonna           | –        | [ 24 ] |
| 24 | 2010 | Arashi             | The Beatles       | –        | [ 25 ] |
| 25 | 2011 | Arashi             | Lady Gaga         | –        | [ 26 ] |
| 26 | 2012 | AKB48              | Lady Gaga         | Kara     | [ 27 ] |
| 27 | 2013 | AKB48              | Che’Nelle         | Kara     | [ 28 ] |
| 28 | 2014 | AKB48              | One Direction     | TVXQ     | [ 29 ] |
| 29 | 2015 | Arashi             | One Direction     | TVXQ     | [ 30 ] |
| 30 | 2016 | Arashi             | The Beatles       | TVXQ     | [ 31 ] |
| 31 | 2017 | Arashi             | Ariana Grande     | Big Bang | [ 32 ] |

Najlepszy Artysta Roku
Grand Prix Nowy Artysta Roku
Najlepszy Nowy Artysta Roku
Najlepszy Singel Roku
Grand Prix Album Roku
Najlepszy Album Roku
Najlepszy Teledysk
Przyznawana od 1991 r.
Nagroda Specjalna